# Бескоровайный, Владимир Герасимович
Влади́мир Гера́симович Бескорова́йный (укр. Володимир Герасимович Безкоровайний; 16 августа 1944, Умань, Черкасская область, Украинская ССР  — 23 января 2017, Киев, Украина) — украинский военный и гражданский деятель, кандидат военных наук, вице-адмирал (07.07.1992), командующий ВМС Украины (1993—1996).

## Биография
Родился в семье рабочих. В 12 лет остался без отца, а в 15 — и без матери. После окончания средней школы работал слесарем на заводе.

### Служба в ВМФ СССР и Украины
В 1962 году начал службу в ВМФ СССР. В 1967 году окончил Каспийское высшее морское училище имени Кирова в Баку. В 1973—1974 годах — слушатель специальных ордена Ленина классов ВМФ в Ленинграде. В 1982—1984 годах учился в Военно-морской академии им. А. Гречко в Ленинграде.
В 1977 году был назначен командиром атомного ракетного подводного крейсера стратегического назначения.
В 1984—1990 годах — командир 41-й дивизии ракетных атомных подводных крейсеров, в 1990—1993 годах — командующий 3-й флотилии подводных лодок Северного флота ВМФ Российской Федерации.
В 1993 году перешёл на службу в Вооружённые силы Украины. В 1993—1996 годах — главнокомандующий ВМС Украины.
В октябре 1996 года уволен с должности и передан в распоряжение министра обороны Украины. В августе 1998 года вышел в отставку.
В 1992 году ему было присвоено звание вице-адмирала.

### В отставке
После ухода в отставку поселился в Киеве. С 2001 году член Украинской морской партии. Был членом-корреспондентом Академии инженерных наук Украины.
Похоронен в Киеве на Лукьяновском военном кладбище.